# Servatj (vattendrag i Vitryssland, Minsks voblast)
Servatj (vitryska: Сэрвач) är ett vattendrag i Belarus.   Det ligger i voblasten Minsks voblast, i den norra delen av landet, 70 km norr om huvudstaden Minsk.
I omgivningarna runt Servatj växer i huvudsak blandskog. Runt Servatj är det ganska glesbefolkat, med 26 invånare per kvadratkilometer.